# おおたけ幹線バス
おおたけ幹線バス（おおたけかんせんバス）は、広島県大竹市で運行されているコミュニティバスである。愛称はこいこいバス。

## 沿革
- 2009年10月26日 おおたけ幹線バス運行開始。
- 2011年5月5日 愛称「こいこいバス」の使用を開始。
- 2021年10月 死亡事故を起こす。
- 2024年2月 死亡事故を再度起こす。

## 路線
- 大竹駅 - 大竹市役所 - ゆめタウン大竹 - 広島西医療センター - 玖波駅

大竹駅～玖波駅間の所要時間は25分、各停留所間の間隔は1～3分（平均2分）である。

## 車両

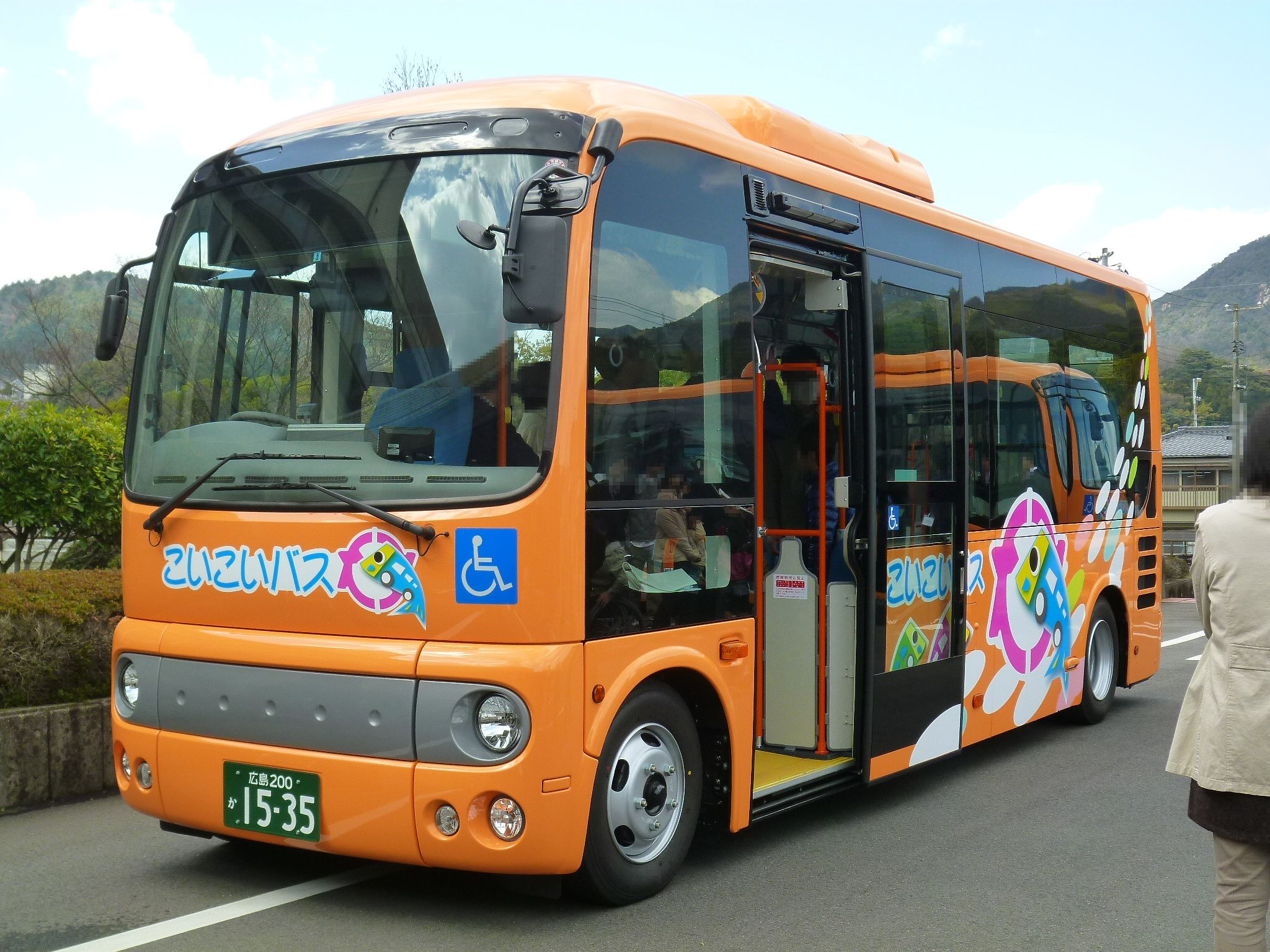
こいこいバスの車両

当初は大竹タクシー・大竹交通所有の三菱ふそう・ローザとトヨタ・コースターの2台で運行していたが、2012年4月1日よりこいこいバス専用の日野・ポンチョ2台が導入され、運用に就いている。尚、車検時には従来の車両が入る形となる。